# Туношенский, Владимир Владимирович
Владимир Владимирович Туношенский (1863—1910) — драматург.

## Биография
Из дворян Витебской губернии. Родился в богатой семье поручика артиллерии Владимира Дмитриевича Туношенского (1838―1898; с 1896 года — генерал-лейтенант). Детство провёл в родовом поместье Туношино Ярославской губернии. Под влиянием матери (Ольги Васильевны, урождённой Кошанской) рано увлёкся литературой, а интерес к театру, пробудившийся в годы обучения в Виленской гимназии, едва не заставил Туношенского «бросить учёбу и поступить
на сцену», однако был остановлен в этом отцом. Туношенский был определён в Полоцкую военную гимназию, по окончании которой поступил (1880) в Николаевское кавалерийское училище. Выпускник училища М. Ю. Лермонтов стал его кумиром, а любимыми драматургами навсегда остались А. Н. Островский и Н. А. Потехин. В 1882—1885 г.г. служил в 16-й и 27-Й артиллерийских бригадах, затем в крепостной артиллерии (1885 — Киевской, 1886 — Варшавской, 1889 — на несколько месяцев прикомандирован к Ивангородской). С 1890 года на Сестрорецком оружейном заводе (с 1904 — подполковник). С 1906 в Петербурге: член патронных приёмочных комиссий Петербургского оружейного завода и Главного артиллерийского управления, в котором исправлял должность помощника столоначальника.
До конца жизни не расставаясь с военной службой, все «свои досуги он отдавал театру»: сначала в качестве актёра-любителя (ещё гимназистом «начал… подвизаться на любительской сцене; выступления продолжились в Киеве и Варшаве), затем как корреспондент различных театральных изданий («Театральная
обитель» ― 1901, «Петербургский дневник театрала» ― 1904). Печатался также в журналах «Суфлёр», «Антракт», газете «Страна». Один из директоров петербургского Театрального клуба (1907―1910).
Первая опубликованная пьеса ― «На жизненных волнах» (1886; посвящена актрисе П. А. Стрепетовой: в центре внимания «женский вопрос»; попытка Туношенского дать образ «новой женщины»). Пьеса «Цветы запоздалые» (1888), по словам Туношенского была «обласкана» Д. В. Григоровичем. Следующие три пьесы, из народного быта, также посвящённые П. А. Стрепетовой, оказались под цензурным запретом. Главным управлением по делам печати были признаны «неудобными к постановке» и другие пьесы Туношенского: 1884 — «Мор» (переделка романа Б. А. Салиаса-де-Турнемира «Мор на Москве»), 1887 — «Терновый венец» (в переделанном варианте — «Безымянная») о высшем обществе, которое говорит на «невозможном французском языке», 1890 — «Тяжёлый выход».
Сценический дебют Туношенского-драматурга состоялся в 1892 году: премьера комедии нравов из жизни поместного дворянства «В глуши» (Александринский театр и 1892 — на летней площадке в Ораниенбауме) имела успех у публики и прессы, особо отмечался «новый тип толстовца, впервые выведенный на сцену». Комедия из жизни актёрской богемы «Зарница» («Содержание пьесы заимствовано из наделавшей много шума недавней истории провинциального актёра… соблазнившего и затем бросившего молодую девушку, которая вследствие этого лишила себя жизни» (1902 ― Александринский театр) держалась в репертуаре два сезона и прошла около 20 раз. Однако следующую пьесу Туношенского «Губернская Клеопатра», в которой автор «удачно инсценировал русское бытовое явление провинциального помпадурства» Александринский театр отклонил, сочтя её «антилитературной и несценичной», была поставлена в московском Театре Корша (1902), а затем по рекомендации М. Г. Савиной попала к А. С. Суворину, стала одной из самых заметных премьер петербургского Малого (Суворинского) театра в 1902/1903, «создала своему автору известное имя… и обошла все провинциальные сцены»; в Николаеве и Херсоне шла в постановке В. Э. Мейерхольда, сыгравшего одну из ролей.
С того момента Туношенский сделался присяжным драматургом театра Суворина, где ежемесячно шли его пьесы: «В Гаграх» (1903), «Вешние грозы» (1904), «Черноморская Цирцея» (1905), «В родном болоте» (1907), «Развал» (1908), «В стране любви» (1909), «Великая грешница» (1910). Из числа «подобных безделок», в которых «опытным и даровитым актерам так же легко играть… как нетребовательной публике их смотреть» можно выделить комедию «Листопад» (1906): сюжет строится вокруг судьбы «дворянского гнезда», где героиня собирается открыть курсы для крестьян; дворяне-«упадочники» противопоставляются «бодрым и смелым аристократам», персонажи «умеренно смелы», говорят о свободе «ласково, приятно и благонадежно, перемежая серьезность каламбурами». Туношенский «составлял одно целое с театром Суворина: так знал индивидуальность каждого артиста и самую публику, что умел удовлетворить и тех, и других». В целом за ним закрепилась репутация автора лёгких комедий. Его «непритязательные, но весёлые и живые бытовые пьесы, полные наблюдательности и мягкого юмора» не претендовали «на какое-либо тенденциозное значение», пользовались успехом, среди причин которого критики указывали «их общедоступность, их театральность в тесном смысле, а главное, их добродушие и наивность». Туношенский «верил в свою „Страну любви“, где неизменно танцуют матчиш и при лунном свете всегда поют романсы, и эта вера передавалась и сообщалась публике».
Огромный труд Туношенского ― инсценизация русской истории (от призвания варягов до царствования Александра III) для театра Народного дома по заказу принца А. П. Ольденбургского.
Туношенский — «скромный человек и скромный драматург», не предъявлял «требований на выпуклое место в руской драматической литературе» (А. А. Плещеев (1910). Знакомые Туношенского вспоминали его изумительную деликатность, «кротость и незлобивость.
Умер внезапно, после непродолжительной болезни. Похоронен на Литераторских мостках Волкова кладбища.